# International Debutante Ball
International Debutante Ball är en bal på hotellet Waldorf Astoria på Manhattan i New York i USA. 

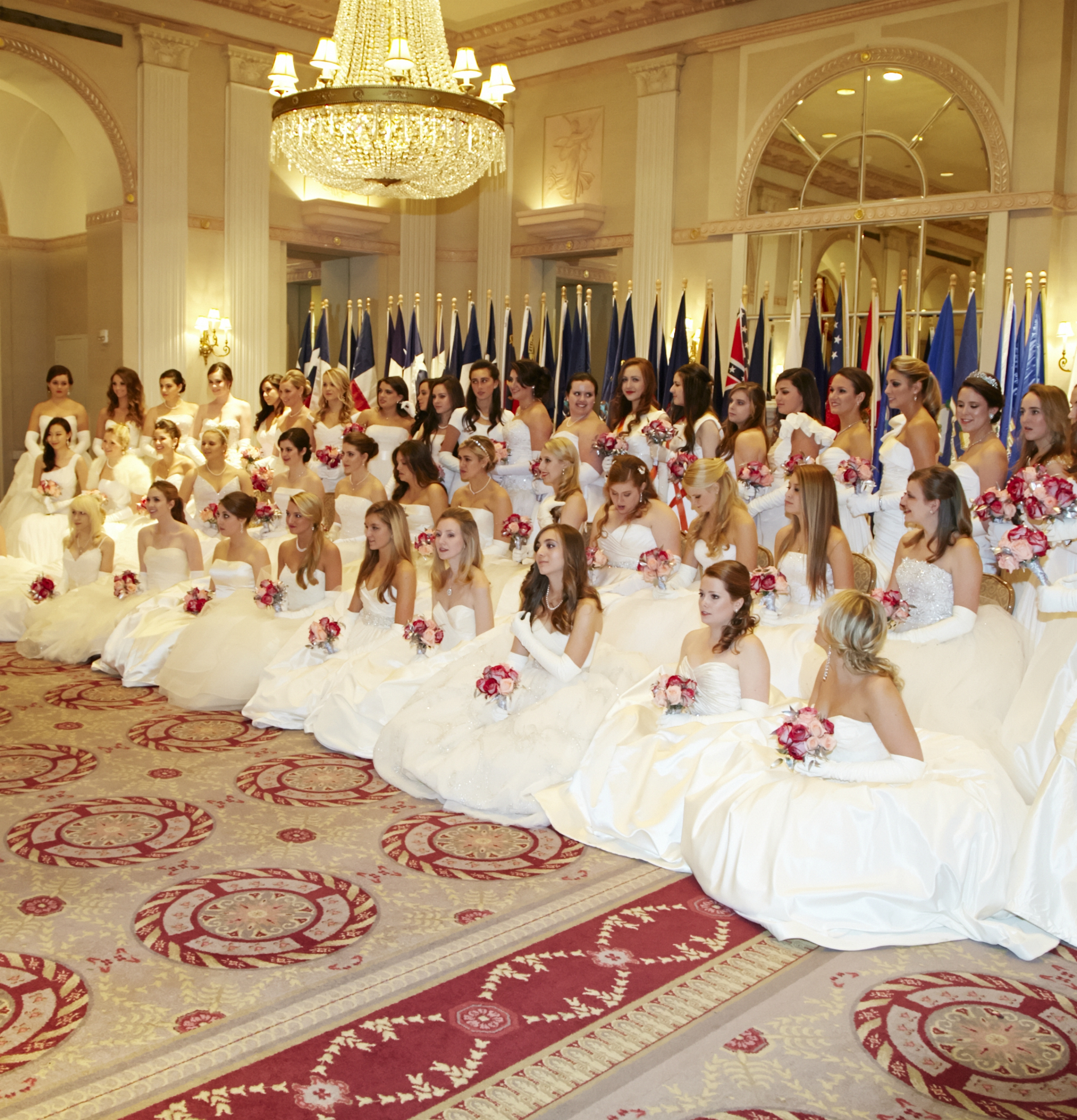
International Debutante Ball, Waldorf-Astoria, New York (2012)

Första balen hölls 1954, då evenemanget startades av Beatrice Dinsmore Joyce, och hålls vartannat år. Den föregås av flera andra evenemang för deltagarna, bland annat Bachelor's Brunch.  Pengarna går till Soldier's Seaman's and Airman's Club. Varje flicka har två eskorter, en av dem är från militären. Orkesterledaren Lester Lanin var med och spelade musik från 1954, och fram till sin sista bal under 1990-talet. Varje gäst fick en "laninhatt". Balen startade 1954 vid Plaza med 35 flickor från olika amerikanska delstater och länder. Då deltagarantalet ökat till 65 flyttade man till Waldorf.
En av 2006 års debutanter var Ashley Walker Bush, dotter till Neil Bush och barnbarn till George H.W. Bush. En annan debutant det året var prinsessan Natalya Elisabeth Davidovna Obolensky, prinsessan Octavia Willing Davidovna Obolensky.
Bland 2008 års debutanter fanns Christina Huffington, dotter till Arianna Huffington och Michael Huffington.

### Fotnoter
1. 1 2  Foderaro, Lisa W. (30 december 2008). ”Glamour Still Rules, but With Fewer Debutantes”. The New York Times. http://www.nytimes.com/2008/12/31/nyregion/31debs.html. Läst 8 september 2010.
2. ↑  Hedberg, Margaret Stewart. ”International debutante ball”. Ostra-Vista. Arkiverad från originalet den 15 juli 2011. https://web.archive.org/web/20110715020653/http://www.otra-vista.com/features.php?id=7. Läst 8 september 2010.
3. ↑  Duffy, Jamie (2 december 2008). ”N.J. debutantes prepare for International Debutante Ball”. Helping Hands - Jamie Duffy on the Social Scene > Nonprofits. New Jersey On-Line. http://www.nj.com/helpinghands/jamieduffy/index.ssf/2008/12/new_jersey_debs_will_present_a.html. Läst 8 september 2010.
4. ↑  Columbia, David Patrick; Hirsch, Jeffrey (2006). ”The 52nd International Debutante Ball and dinner dance”. David Patrick Columbia's New York Social Diary. NewYorkSocialDiary. Arkiverad från originalet den 27 december 2010. https://web.archive.org/web/20101227050928/http://www.newyorksocialdiary.com/partypictures/2007/01_08_07/partypictures01_08_07.php. Läst 8 september 2010.
5. ↑  Konigsberg, Eric (28 december 2006). ”Gowns, Hair Spray and the Texas Dip: Debutante Season”. N.Y./Region. The New York Times. http://www.nytimes.com/2006/12/28/nyregion/28deb.html?pagewanted=all. Läst 8 september 2010.
6. ↑  Hruska, Rachelle J.. ”HuffPo's Small Fry, Christina Huffington, Announces Herself To The World”. New York - International Debutante Ball. GuestofaGuest.com. Arkiverad från originalet den 10 januari 2010. https://web.archive.org/web/20100110174116/http://guestofaguest.com/tag/international-debutante-ball/. Läst 8 september 2010.
7. ↑  ”54th International Debutante Ball”. Panache People & Parties. Panache Privée. Arkiverad från originalet den 21 december 2010. https://web.archive.org/web/20101221215743/http://www.panacheprivee.com/web/beseen/intldebutanteball/international_debutante_ball.asp. Läst 8 september 2010.